# 아포초등학교
아포초등학교는 대한민국 경상북도 김천시 아포읍 국사리에 있는 공립 초등학교다.

## 학교 연혁
- 1924년 11월 1일 아포공립보통학교(4년제) 개교(설립인가 5월 13일)
- 1935년 4월 1일 수업 연한(6년제) 개편
- 1938년 4월 1일 아포공립심상소학교 개칭
- 1941년 4월 1일 아포공립국민학교 개칭
- 1980년 3월 1일 신기분교장 편입
- 1981년 3월 1일 병설유치원 개원
- 1982년 3월 1일 특수학급 설치
- 1996년 3월 1일 아포초등학교로 개칭
- 1999년 3월 1일 신기분교장 통폐합
- 2006년 8월 29일 교실 증축 및 글숲도서관 개소
- 2006년 11월 16일 구강 보건실 개소
- 2007년 10월 8일 다목적 강당 개관
- 2008년 12월 16일 영어체험센터 개소
- 2009년 11월 11일 Wee 클래스(상담실) 구축
- 2011년 10월 25일 학교 내 마을 도서관 개관
- 2013년 3월 1일 지동초등학교 통합
- 2013년 12월 11일 학교독서교육 대상 수상(교육부 장관)
- 2013년 12월 20일 교실 증축(6개 교실)
- 2015년 3월 1일 대신초등학교 통합
- 2019년 3월 1일 제30대 김선국 교장 부임
- 2022년 2월 11일 제94회 졸업(졸업생 총 수 8,149명)
- 2022년 3월 1일 13학급 편성(학습도움반 1학급 포함, 236명)
- 2023년 1월 3일 제95회 졸업(졸업생 총 수 8,194명)
- 2023년 3월 1일 13학급 편성(학습도움반 1학급 포함, 225명)

## 학교 상징
- 교목 : 소나무

역경 속에서도 늘 푸른 소나무는 스스로 삶의 주인이 되어 바르게 성장하는 아포인을 상징합니다.
- 교화 : 백일홍

한여름 뙤약볕 아래 빨갛게 피어있는 백일홍은 변화하는 시대에 능동적으로 도전하여 곳곳에 피어있는 아포인의 꿈을 상징합니다.

## 참고 자료
- 아포초등학교 - 한국교육학술정보원 학교알리미

카트할꺼다오